# Albrecht II. von Braunschweig-Lüneburg
Albrecht II. von Braunschweig-Lüneburg (* um 1294; † 1358) war Bischof von Halberstadt von 1325 bis 1358.

## Leben
Albrecht war ein Sohn Herzog Albrechts des Feisten von Braunschweig-Lüneburg (Göttingen) und Rixa von Werle. Die Zeit seiner bischöflichen Amtsführung ist eine fast ununterbrochene Kette von Zerwürfnissen mit dem päpstlichen Stuhl, von Zwistigkeiten mit seinem Domkapitel und der Stadt Halberstadt, von Fehden mit den angrenzenden Fürsten und Herren.
Etwa gegen Ende des 13. Jahrhunderts geboren, trat er früh in den geistlichen Stand, war bereits 1319 Domherr zu Halberstadt und erhielt auch bald darauf die Dompropstei zu St. Alexander in Einbeck. Nach dem Tod Bischof Albrechts I. (14. September 1324) schritt das Domkapitel zur Wahl, nachdem es am 6. Oktober eine von dem künftigen Bischof zu beschwörende Wahlkapitulation entworfen hatte, welche u. a. Bestimmungen über die Jurisdiktion der Archidiakone und der bischöflichen Offizialen, die Dompropsteigüter, die Verpfändung der Stiftsgüter enthielt. Die meisten Stimmen fielen auf den Domherrn Ludwig von Neindorf, dem späteren Bischof von Brandenburg, nur fünf auf Albrecht. Der Erzbischof Matthias von Mainz als Metropolit von Halberstadt entschied sich für letzteren, wogegen der Papst Johannes XXII. unter Nichtachtung des Wahlrechts des Domkapitels das erledigte Bistum Giseko von Holstein übertrug, der, wenn er auch niemals in den Besitz desselben kam, doch nicht aufhörte, Ansprüche darauf zu erheben.
In die Zeit zwischen dem Tod Albrechts I. und der Bestätigung Albrechts II. fallen Streitigkeiten des Stifts Halberstadt mit Anhalt wegen des Fürstentums Aschersleben, und fast gleichzeitig brach eine Fehde aus zwischen dem Stift und den Grafen Albrecht und Bernhard von Regenstein (Reinstein), den Schutzherren der Stadt Quedlinburg. Bischof Albrecht eroberte die den Grafen gehörende, dicht bei Quedlinburg gelegene Guntekenburg um Ostern 1325, und infolge dieses Sieges ging die Schutzherrlichkeit über die Stadt Quedlinburg auf das Stift Halberstadt über (14. April 1326).
Nachdem der Bischof noch eine bedeutendere Fehde mit Meißen ausgekämpft hatte, brach der alte Zwist wieder aus. Der Bischof beschuldigte die Grafen, dass sie außer verschiedenen Gewalttätigkeiten und Eingriffen in seine Rechte Kirchen zu befestigten Plätzen umgebaut hätten. Als Schiedsrichter wählten die streitenden Parteien Herzog Otto von Braunschweig, des Bischofs Bruder. Aber der Spruch des Herzogs befriedigte die Grafen nicht. Von neuem erhoben sie die Waffen und schädigten das Stift und die mit ihm verbundene Stadt Quedlinburg. Sie waren aber in diesem Kampf nicht glücklich und mussten ihren Gegnern verschiedene Zugeständnisse machen. Noch ehe jedoch die Fehde mit den Grafen von Reinstein beigelegt war, wurde die Tätigkeit Bischof Albrechts bereits von anderer Seite in Anspruch genommen.
Infolge der Umtriebe des Domdechanten Jacob Snelhard verband sich das Halberstädter Domkapitel mit den drei dortigen Kollegiatstiftern, um ihre Freiheiten und Gerechtsame gegen alle Eingriffe zu schützen. Diese Verbindung war natürlich gegen Bischof Albrecht gerichtet. Durch Vermittlung Herzog Ottos, des Bischofs Bruder, kam vorläufig ein Vergleich (17. Juli 1336) zustande, der jedoch den Frieden nur auf kurze Zeit herstellte. Durch den Einfluss Snelhards wurde die Bürgerschaft Halberstadts gegen ihren Bischof aufgereizt. Dieser beschwerte sich bei seinem Metropolit, dem Erzbischof von Mainz, der zur Untersuchung der Streitigkeiten Magister Albrecht von Gotha nach Halberstadt schickte. Der mainzische Abgesandte entschied gegen Snelhard, den er auch aller seiner Würden entsetzte. Obgleich Bischof Albrecht die Stifter vorher mit dem Banne belegt hatte, so fuhren viele Geistliche doch fort, gottesdienstliche Handlungen vorzunehmen. Der Bischof ließ den Dom und die Liebfrauenkirche schließen, auch einen niederen Geistlichen, der Messe lesen wollte, daran hindern.
Infolgedessen brach in der Stadt ein Aufruhr aus, mehrere Abgeordnete des Bischofs wurden erschlagen, er selbst musste flüchten. Erst im Jahr 1338 wurden auch diese Wirren geschlichtet, Albrecht hob den über die Stadt verhängten Bann auf, die Urkunden über die zwischen der Bürgerschaft und den Kapiteln abgeschlossenen Bündnisse wurden ihm in Gegenwart einer großen Menge von Prälaten und Rittern übergeben und vernichtet, und nach einiger Zeit hielt er in Gemeinschaft mit seinen Brüdern, Vettern und anderen weltlichen und geistlichen Großen seinen feierlichen Einzug in die Stadt, und die Bürgerschaft huldigte ihm von neuem.
Im Jahr 1340 brach wiederum die Fehde zwischen dem Stift Halberstadt und den Fürsten von Anhalt aus. Obwohl Erzbischof Otto von Magdeburg, der von den Parteien als Schiedsrichter erwählt war, das Recht der anhaltischen Fürsten auf Aschersleben anerkannte und Fürst Bernhard auch vom Kaiser belehnt wurde, so blieb doch das Stift Halberstadt in dem Besitze von Aschersleben. Eine andere blutige Fehde erhob sich, als nach dem Tode Gisekos von Holstein der Papst den Grafen Albrecht von Mansfeld als Bischof von Halberstadt einsetzen wollte. In diesem Kampfe gegen den Grafen von Mansfeld wurde der Bischof von seinen Brüdern und den Städten Braunschweig, Halberstadt, Quedlinburg und Aschersleben unterstützt.
In den fünfziger Jahren traten neue und ernstliche Verwicklungen mit dem päpstlichen Stuhl ein. Innozenz VI. suchte mit allen Mitteln Bischof Albrecht aus seinem Stift zu drängen. Nach dem Tode des Grafen Albrecht von Mansfeld ernannte der Papst Ludwig von Meißen zum Bischof von Halberstadt, der dann auch, nachdem Albrecht – vom Papst in den Bann getan – auf sein Bistum resigniert hatte, in der Tat dessen Nachfolger wurde. Noch am 13. Mai 1358 stellte Albrecht eine Urkunde aus. In demselben Jahre scheint er gestorben zu sein; begraben ist er in der St. Blasiikirche zu Braunschweig.